# Zsófia Takács
Zsófia Takács est une joueuse hongroise de volley-ball née le 12 février 1987 à Budapest. Elle mesure 1,82 m et joue au poste d'attaquante. Elle totalise 30 sélections en équipe de Hongrie.

## Clubs
| Club                        | De        | À         |
| --------------------------- | --------- | --------- |
| Római Part SE               | 1998-1999 | 1999-2000 |
| Vasas Budapest              | 2000-2001 | 2005-2006 |
| BSE-FCSM                    | 2006-2007 | 2008-2009 |
| Vasas Budapest              | 2009-2010 | 2010-2011 |
| Volley Club Marcq-en-Barœul | 2011-2012 | 2012-2013 |
| Vandœuvre Nancy Volley-Ball | 2013-2014 | 2013-2014 |
| M.O. Mougins VB             | 2014-2015 | 2014-2015 |
| Nimes Volley-Ball           | 2015-2016 | 2015-2016 |
| Istres OPVB                 | 2016-2017 | 2016-2017 |
| Nimes Volley-Ball           | 2018-2019 | 2018-2019 |
| Újpesti TE                  | 2019-2020 | 2019-2020 |
| NRK Nyíregyháza             | 2020-2021 | …         |

## Palmarès
- Championnat de Hongrie
  - Vainqueur : 2005, 2009.
  - Finaliste : 2011.
- Coupe de Hongrie
  - Vainqueur : 2005.
  - Finaliste : 2010.